# فیرمید، سنت متیوز، کنتاکی
فیرمید (به انگلیسی: Fairmeade) یک منطقهٔ مسکونی در ایالات متحده آمریکا است که در شهرستان جفرسون، کنتاکی واقع شده‌است. فیرمید ۰٫۲ کیلومتر مربع مساحت و ۲۶۴ نفر جمعیت دارد و ۱۶۰ متر بالاتر از سطح دریا واقع شده‌است.